# Liste der denkmalgeschützten Objekte in Svätý Jur
Die Liste der denkmalgeschützten Objekte in Svätý Jur enthält die 38 nach slowakischen Denkmalschutzvorschriften geschützten Objekte in der Gemeinde Svätý Jur im Okres Pezinok.

## Denkmäler
| Foto |                 | Denkmal / č. ÚZPF                                    | Standort / Konskr. Nr.                                                              | Offizielle Beschreibung                          | Beschreibung                                  | Metadaten                                                                  |
| ---- | --------------- | ---------------------------------------------------- | ----------------------------------------------------------------------------------- | ------------------------------------------------ | --------------------------------------------- | -------------------------------------------------------------------------- |
| ja   | Datei hochladen | Denkmal(sk) ObjektID: 107-415/0                      | 0 (Cintorín) KG: Svätý Jur Konskr.Nr.:                                              | padlí v I.+II.sv.v.                              | für die Opfer der WK I + II                   | č. NKP: 107-415/0 Stand des NKP: 2012-02-08 Name: POMNÍK                   |
| ja   | Datei hochladen | Burgmauer(sk) ObjektID: 107-417/1                    | 0 (Okolo historic.jadra) KG: Svätý Jur Konskr.Nr.:                                  |                                                  |                                               | č. NKP: 107-417/1 Stand des NKP: 2012-02-08 Name: MÚR HRADBOVÝ             |
| ja   | Datei hochladen | Säulenstatue(sk) ObjektID: 107-2523/0                | 0 (V strede námestia) Standort KG: Svätý Jur Konskr.Nr.:                            | Morový stlp                                      | Pestsäule                                     | č. NKP: 107-2523/0 Stand des NKP: 2012-02-08 Name: SOCHA NA STĹPE          |
|      | Datei hochladen | Gedenkhaus(sk) ObjektID: 107-412/0                   | 468 (Pod Oprchalom) KG: Svätý Jur Konskr.Nr.: 468                                   | Jilemnický Peter; 1901-1949,spisovatel           | an den Schriftsteller Peter Jilemnický        | č. NKP: 107-412/0 Stand des NKP: 2012-02-08 Name: DOM PAMÄTNÝ              |
|      | Datei hochladen | Grabstele 1(sk) ObjektID: 107-425/1                  | (Cintorín ev.a.v.) KG: Svätý Jur Konskr.Nr.:                                        | Blendinger Ján Henrich,farár                     | Johannes Heinrich Blendinger, Pastor          | č. NKP: 107-425/1 Stand des NKP: 2012-02-08 Name: NÁHROBNÍK I.             |
|      | Datei hochladen | Grabstele 2(sk) ObjektID: 107-425/2                  | (Cintorín ev.a.v.) KG: Svätý Jur Konskr.Nr.:                                        |                                                  | ?                                             | č. NKP: 107-425/2 Stand des NKP: 2012-02-08 Name: NÁHROBNÍK II.            |
|      | Datei hochladen | Grabstele 3(sk) ObjektID: 107-425/3                  | (Cintorín ev.a.v.) KG: Svätý Jur Konskr.Nr.:                                        |                                                  | ?                                             | č. NKP: 107-425/3 Stand des NKP: 2012-02-08 Name: NÁHROBNÍK III.           |
|      | Datei hochladen | Grabstele 4(sk) ObjektID: 107-425/4                  | (Cintorín ev.a.v.) KG: Svätý Jur Konskr.Nr.:                                        |                                                  | ?                                             | č. NKP: 107-425/4 Stand des NKP: 2012-02-08 Name: NÁHROBNÍK IV.            |
|      | Datei hochladen | Aufbahrungskapelle(sk) ObjektID: 107-429/0           | (Cintorín ev.a.v.) KG: Svätý Jur Konskr.Nr.:                                        | rod.Ségner; Ségnerovská hrobka                   | der Familie Ségner                            | č. NKP: 107-429/0 Stand des NKP: 2012-02-08 Name: KAPLNKA POHREBNÁ         |
| ja   | Datei hochladen | Burgpalast(sk) ObjektID: 107-430/1                   | (v lese, SZ od mesta) Standort KG: Nestich Konskr.Nr.:                              | hradné jadro; Svätojurský hrad                   | Kernburg                                      | č. NKP: 107-430/1 Stand des NKP: 2012-02-08 Name: PALÁC HRADNÝ             |
| ja   | Datei hochladen | Höhenburgstätte(sk) ObjektID: 107-431/1              | (Nad mestom) KG: Nestich Konskr.Nr.:                                                | prezentované Hradisko Nestich                    |                                               | č. NKP: 107-431/1 Stand des NKP: 2012-02-08 Name: HRADISKO VÝŠINNÉ         |
| ja   | Datei hochladen | Kapelle(sk) ObjektID: 107-436/0                      | (Pred obcou) KG: Svätý Jur Konskr.Nr.: 1229                                         | r.k.Nanebovzatia P.M.                            | römisch-katholische Kapelle Mariä Himmelfahrt | č. NKP: 107-436/0 Stand des NKP: 2012-02-08 Name: KAPLNKA                  |
|      | Datei hochladen | Burgmauer(sk) ObjektID: 107-430/2                    | (v lese SZ od mesta) KG: Nestich Konskr.Nr.:                                        | hradné jadro; opevnenie hradného jadra           | Befestigung der Kernburg                      | č. NKP: 107-430/2 Stand des NKP: 2012-02-08 Name: MÚR HRADBOVÝ             |
|      | Datei hochladen | Westlicher Verteidigungsturm(sk) ObjektID: 107-430/3 | (v lese SZ od mesta) KG: Nestich Konskr.Nr.:                                        | predhradie; Lichobezníková veza,hranolová        | prismatischer Turm                            | č. NKP: 107-430/3 Stand des NKP: 2012-02-08 Name: VEŽA OBRANNÁ ZÁPADNÁ     |
|      | Datei hochladen | Burgmauer(sk) ObjektID: 107-430/4                    | (v lese SZ od mesta) KG: Nestich Konskr.Nr.:                                        | predhradie; opevnenie predhradia                 | Teilbefestigung                               | č. NKP: 107-430/4 Stand des NKP: 2012-02-08 Name: MÚR HRADBOVÝ             |
|      | Datei hochladen | Torturm und Passage(sk) ObjektID: 107-430/5          | (v lese SZ od mesta) KG: Nestich Konskr.Nr.:                                        | predhradie; Brána s vezou a prejazdom            |                                               | č. NKP: 107-430/5 Stand des NKP: 2012-02-08 Name: VEŽA BRÁNOVÁ S PREJAZDOM |
|      | Datei hochladen | Fragment der Burgbrücke(sk) ObjektID: 107-430/6      | (v lese SZ od mesta) KG: Nestich Konskr.Nr.:                                        | predhradie; Frag.2 pilierov v priekop            | zwei Pfeiler im Graben                        | č. NKP: 107-430/6 Stand des NKP: 2012-02-08 Name: MOST HRADNÝ-FRAGMENT     |
|      | Datei hochladen | Ringgraben(sk) ObjektID: 107-430/7                   | (v lese SZ od mesta) KG: Nestich Konskr.Nr.:                                        | predhradie; Okruzná priekopa s valom             |                                               | č. NKP: 107-430/7 Stand des NKP: 2012-02-08 Name: PRIEKOPA OKRUŽNÁ         |
|      | Datei hochladen | Wall(sk) ObjektID: 107-430/8                         | (v lese SZ od mesta) KG: Nestich Konskr.Nr.:                                        | predhradie; Val okruznej priekopy                | Ringwall                                      | č. NKP: 107-430/8 Stand des NKP: 2012-02-08 Name: VAL                      |
|      | Datei hochladen | Weinbauhaus(sk) ObjektID: 107-418/0                  | Bratislavská ul. 17, KG: Svätý Jur Konskr.Nr.: 49                                   | murovaný                                         |                                               | č. NKP: 107-418/0 Stand des NKP: 2012-02-08 Name: DOM VINOHRADNÍCKY        |
| BW   | Datei hochladen | Weinbauhaus(sk) ObjektID: 107-11665/0                | Horné predmestie ul. 8 (severná cast mesta) Standort KG: Svätý Jur Konskr.Nr.: 212  | prejazdový,radový                                | Reihenhaus, Passage                           | č. NKP: 107-11665/0 Stand des NKP: 2012-02-08 Name: DOM VINOHRADNÍCKY      |
| BW   | Datei hochladen | Weinbauhaus(sk) ObjektID: 107-423/0                  | Horné predmestie ul. 12, Standort KG: Svätý Jur Konskr.Nr.: 214                     |                                                  |                                               | č. NKP: 107-423/0 Stand des NKP: 2012-02-08 Name: DOM VINOHRADNÍCKY        |
| ja   | Datei hochladen | Kirche(sk) St. Georg ObjektID: 107-432/0             | Horné predmestie ul. 18, Standort KG: Svätý Jur Konskr.Nr.:                         | r.k.sv.Juraja; Horný kostol                      | römisch-katholische Oberkirche St. Georg      | č. NKP: 107-432/0 Stand des NKP: 2012-02-08 Name: KOSTOL                   |
|      | Datei hochladen | Grab und Grabstele(sk) ObjektID: 107-414/0           | Horné predmestie ul. (Starý cintorín) KG: Svätý Jur Konskr.Nr.:                     | Hergott Ján B. 1817-1873,nár.dejat.              | des Johannes B. Hergott, ?                    | č. NKP: 107-414/0 Stand des NKP: 2012-02-08 Name: HROB S NÁHROBNÍKOM       |
| ja   | Datei hochladen | Holzglockenturm(sk) ObjektID: 107-433/0              | Horné predmestie ul. (pri farskom kostole) Standort KG: Svätý Jur Konskr.Nr.:       |                                                  |                                               | č. NKP: 107-433/0 Stand des NKP: 2012-02-08 Name: ZVONICA DREVENÁ          |
| ja   | Datei hochladen | Landsitz(sk) ObjektID: 107-421/0                     | Kautza dr. ul. 1, KG: Svätý Jur Konskr.Nr.: 24                                      |                                                  |                                               | č. NKP: 107-421/0 Stand des NKP: 2012-02-08 Name: KÚRIA                    |
| BW   | Datei hochladen | Bürgerhaus(sk) ObjektID: 107-11719/0                 | Kautza dr. ul. 11 (Prostredná ul.) Standort KG: Svätý Jur Konskr.Nr.: 19            | prejazdový,nározný bývalé 3 vinohradnícke domy   | Eckhaus, Passage, drei ehem. Weinhäuser       | č. NKP: 107-11719/0 Stand des NKP: 2012-02-08 Name: DOM MEŠTIANSKY         |
| ja   | Datei hochladen | Piaristenkloster(sk) ObjektID: 107-434/1             | Kautza dr. ul. 42, Standort KG: Svätý Jur Konskr.Nr.: 1                             | piaristický                                      |                                               | č. NKP: 107-434/1 Stand des NKP: 2012-02-08 Name: KLÁŠTOR PIARISTOV        |
| ja   | Datei hochladen | Kirche(sk) ObjektID: 107-434/2                       | Kautza dr. ul. 42, Standort KG: Svätý Jur Konskr.Nr.: 510                           | r.k.sv.Trojice; piaristický,dolný                | römisch-katholische Dreifaltigkeitskirche     | č. NKP: 107-434/2 Stand des NKP: 2012-02-08 Name: KOSTOL                   |
|      | Datei hochladen | Gedenktafel(sk) ObjektID: 107-416/0                  | Kollárova ul. 4 (Na budove ZS) KG: Svätý Jur Konskr.Nr.: 222                        | Jilemnický Peter; 1901-1949,spisovatel           | für Peter Jilemnický, Schriftsteller          | č. NKP: 107-416/0 Stand des NKP: 2012-02-08 Name: TABUĽA PAMÄTNÁ           |
| ja   | Datei hochladen | Weinbauhaus(sk) ObjektID: 107-419/0                  | Prostredná ul. 24, Standort KG: Svätý Jur Konskr.Nr.: 153                           |                                                  |                                               | č. NKP: 107-419/0 Stand des NKP: 2012-02-08 Name: DOM VINOHRADNÍCKY        |
| ja   | Datei hochladen | Gedenktafel(sk) ObjektID: 107-413/0                  | Prostredná ul. 29 (Na budove Mestského úradu) Standort KG: Svätý Jur Konskr.Nr.: 92 | výr.zalozenia mesta;                             | für die Stadtgründung                         | č. NKP: 107-413/0 Stand des NKP: 2012-02-08 Name: TABUĽA PAMÄTNÁ           |
| ja   | Datei hochladen | Rathaus(sk) ObjektID: 107-422/0                      | Prostredná ul. 29, Standort KG: Svätý Jur Konskr.Nr.: 92                            |                                                  |                                               | č. NKP: 107-422/0 Stand des NKP: 2012-02-08 Name: RADNICA                  |
| ja   | Datei hochladen | Weinbauhaus(sk) ObjektID: 107-420/0                  | Prostredná ul. 36, Standort KG: Svätý Jur Konskr.Nr.: 159                           |                                                  |                                               | č. NKP: 107-420/0 Stand des NKP: 2012-02-08 Name: DOM VINOHRADNÍCKY        |
| ja   | Datei hochladen | Mietshaus(sk) ObjektID: 107-10789/0                  | Prostredná ul. 47, Standort KG: Svätý Jur Konskr.Nr.: 14                            | radový Horné kasárne                             |                                               | č. NKP: 107-10789/0 Stand des NKP: 2012-02-08 Name: DOM BYTOVÝ             |
| ja   | Datei hochladen | Landschloss(sk) ObjektID: 107-424/0                  | Prostredná ul. 49, Standort KG: Svätý Jur Konskr.Nr.: 13                            | Pálffyovsky kastiel                              | Herrenhaus Pálffyov                           | č. NKP: 107-424/0 Stand des NKP: 2012-02-08 Name: KAŠTIEĽ                  |
|      | Datei hochladen | Bürgerhaus(sk) ObjektID: 107-11608/0                 | Prostredná ul. 160 (SV cast histor.jadra) KG: Svätý Jur Konskr.Nr.: 160             | prejazdový,radový vinohradnícky dom,Podmanických | Reihenhaus, Passage, Winzerhaus Podmanický    | č. NKP: 107-11608/0 Stand des NKP: 2012-02-08 Name: DOM MEŠTIANSKY         |
| ja   | Datei hochladen | Abfertigungsgebäude(sk) ObjektID: 107-2478/0         | Stanicná ul. 4, Standort KG: Svätý Jur Konskr.Nr.: 246                              | zeleznicná zeleznicná stanica Sv.Jur             | Eisenbahnstation St. Georg                    | č. NKP: 107-2478/0 Stand des NKP: 2012-02-08 Name: BUDOVA VÝPRAVNÁ         |

## Legende
Die Tabelle enthält im Einzelnen folgende Informationen:
| Foto:                    | Fotografie des Denkmals. |
| Denkmal / č. ÚZPF:       | Die Übersetzung der Bezeichnung des Denkmals, wie sie vom Slowakischen Denkmalamt (Pamiatkový úrad Slovenskej republiky) verwendet wird. Die Originalbezeichnung ist unter dem Fragezeichen angegeben. Fehlt die Übersetzung, so wird die Originalbezeichnung direkt angezeigt. Weiters ist die Objekt-Identifikationsnummer (Objekt ID) angeführt. Sie ist die offizielle, in der Slowakei eindeutige Nummer č. ÚZPF inklusive der zugehörigen Zählnummer, wie sie in den Daten des Denkmalamtes angegeben wird. Da diese nur innerhalb eines Landkreises gezählt wird, ist dessen Nummer der Denkmalnummer vorangestellt. |
| Standort:                | Wenn in der Liste vorhanden, ist die Adresse angegeben. In Klammern kann sich noch eine zusätzliche Adresse befinden, wenn es beispielsweise ein Eckhaus ist. Bei freistehenden Objekten ohne Adresse (zum Beispiel bei Bildstöcken) ist eine Adresse angegeben, die in der Nähe des Objekts liegt. Durch Aufruf des Links Standort wird die Lage des Denkmals in verschiedenen Kartenprojekten angezeigt. Darunter sind die Katastralgemeinde (KG) und, wenn vorhanden, die Konskriptionsnummer (Konskr. Nr.) angegeben.                                                                                                   |
| Offizielle Beschreibung: | Es ist die Kurzbeschreibung auf Slowakisch, wie sie in den offiziellen Listen angegeben ist, eingetragen. |
| Beschreibung:            | Kurze Angaben zum Denkmal auf Deutsch. |
| Metadaten:               | Zusätzlich werden, wenn in den persönlichen Einstellungen das Helferlein Dauerhaftes Einblenden von Metadaten aktiviert ist, ebensolche angezeigt. |

- Karte mit allen Koordinaten:
- OSM |
- WikiMap